# 基納
基納（Qena），位於尼羅河東岸，是基納省的首府，與拜勒耶納(El Balyana)和南面的樂蜀分別相距57和39英哩。這個上埃及城市在希臘-羅馬時期稱作Kaine，鄰近丹德拉（Dendera）廢墟，也是古時Cainepolis的所在地，市內有伊斯蘭教的文化遺產和有名的清真寺。
基納位於基納乾谷（Wadi Qena）流入紅海的交匯點，是來往上埃及和紅海之間的主要交通航道，穿梭樂蜀和紅河的旅客必經此地，因此經濟繁榮。市內的陸上交通網絡優良，行人路、道路和高速公路都有綠化，有一條道路穿越東部沙漠前往紅海的薩法加。
基納盛產陶器，尤其是素燒瓷。這城市在聯合國教育、科學及文化組織的美麗城市比賽中排名第三。

## 外部連結
- Early Morning Qena - A Short Film on Qena （页面存档备份，存于）

26°10′N 32°43′E / 26.167°N 32.717°E